# Georg von Prittwitz und Gaffron
Georg von Prittwitz und Gaffron, né le 17 juin 1861 à Breslau et mort en 1936, est un officier allemand qui fut explorateur en Afrique.

## Biographie
Georg von Prittwitz descend d'une famille antique de la noblesse silésienne. C'est le fils du président du district de Breslau, Robert von Prittwitz und Gaffron (1806-1889), et de son épouse en troisièmes noces, née Helene von Stülpnagel (1825-1911).
Il étudie entre 1871 et 1879 au célèbre lycée Sainte-Marie-Madeleine de Breslau, puis il entre dans l'armée prussienne.
Il prend part à une expédition au Cameroun en 1885. Le théologien protestant et explorateur Bernhard Schwarz (de) avait reçu la mission du secrétariat d'État aux Affaires étrangères d'en explorer l'arrière-pays. Il est accompagné, outre de Prittwitz, du marchand Fritz Angerer et de trente-cinq  porteurs.

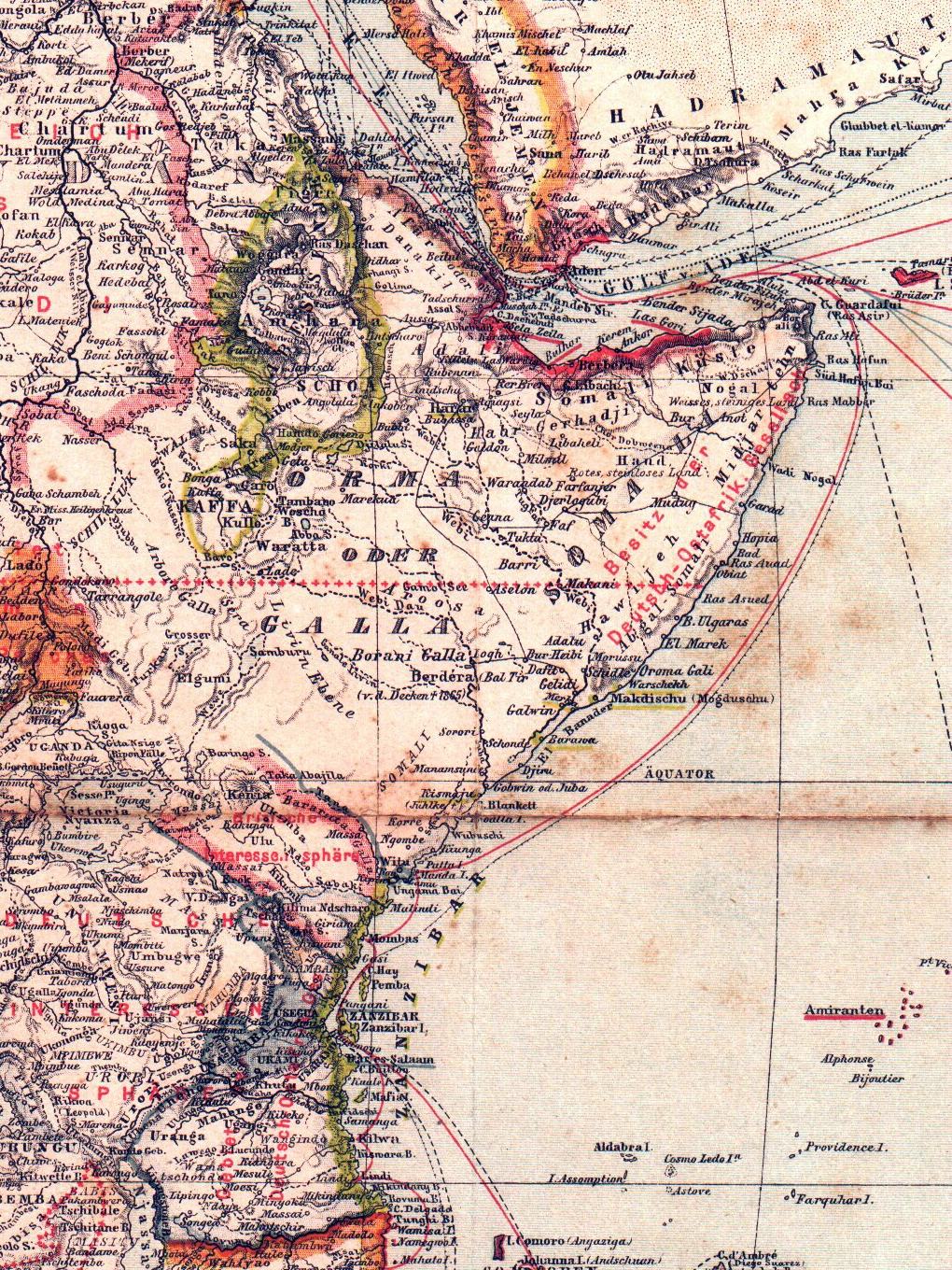
Carte de l'Afrique orientale en 1887

Prittwitz retourne en Allemagne pour étudier à l'Académie de guerre de Prusse entre 1891 et 1894, période interrompue en 1893 pour un voyage d'études d'un trimestre au nord de l'Asie mineure. Il fait ensuite la connaissance du comte von Götzen qui le convainc de l'accompagner dans une mission d'exploration en Afrique orientale allemande, afin d'atteindre l'Afrique centrale. Ils sont rejoints par un médecin, le docteur Hermann Kersting (de) et partent de Pangani, le 21 décembre 1893.
La mission traverse le territoire des Massaïs, jusqu'à la rivière Kagera, le 2 mai 1894, et entre dans le royaume du Rwanda dont seule une frange occidentale avait été découverte deux ans auparavant par le docteur Oscar Baumann pour le compte d'une société anti-esclavagiste. Les explorateurs font l'ascension d'une des montagnes les plus hautes des Virungas, le Msumbiro et du volcan Kirunga-tcha-Gongo. Ils descendent le 29 juin dans la forêt vierge d'Urrega et rejoignent, avec grande peine, le fleuve Congo dans l'actuelle province de Kirundo. Ils sont à Matadi le 29 novembre 1894. C'est l'Atlantique et Prittwitz retourne en Allemagne.
Il reçoit en 1908 la médaille d'argent Gustav-Nachtigal de la part de la société de géographie de Berlin, en récompense de ses travaux cartographiques de l'Afrique orientale. Il entre en 1911 dans les troupes de protection de l'Afrique orientale.
Après la Première Guerre mondiale, Prittwitz entame un cycle d'études supérieures en géographie, géologie, botanique, minéralogie et philosophie qu'il termine en 1929.